# Ostrów (gmina)
Ostrów (do 1954 gmina Borek Wielki) – gmina wiejska w województwie podkarpackim, w powiecie ropczycko-sędziszowskim. W latach 1975–1998 gmina położona była w województwie rzeszowskim.
Siedziba gminy to Ostrów.
Według danych z 30 czerwca 2004 gminę zamieszkiwało 6806 osób.

## Struktura powierzchni
Według danych z roku 2002 gmina Ostrów ma obszar 96,62 km², w tym:
- użytki rolne: 53%
- użytki leśne: 39%

Gmina stanowi 17,6% powierzchni powiatu.

## Demografia

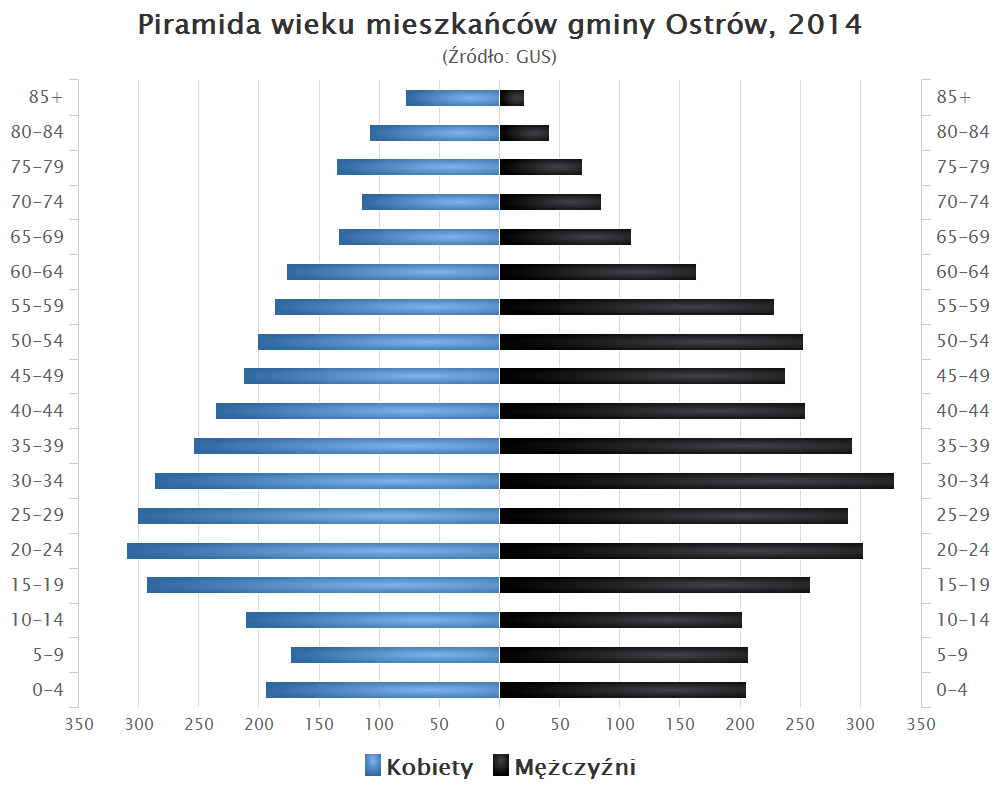
Piramida wieku mieszkańców gminy Ostrów w 2014 roku

Dane z 30 czerwca 2004:
| Opis                              | Ogółem | Ogółem | Kobiety | Kobiety | Mężczyźni | Mężczyźni |
| --------------------------------- | ------ | ------ | ------- | ------- | --------- | --------- |
| jednostka                         | osób   | %      | osób    | %       | osób      | %         |
| populacja                         | 6806   | 100    | 3431    | 50,4    | 3375      | 49,6      |
| gęstość zaludnienia (mieszk./km²) | 70,4   | 70,4   | 35,5    | 35,5    | 34,9      | 34,9      |

## Sołectwa
Blizna, Borek Mały, Kamionka, Kozodrza, Ocieka, Ostrów, Skrzyszów, Wola Ociecka, Zdżary.

## Sąsiednie gminy
Dębica, Niwiska, Przecław, Ropczyce, Sędziszów Małopolski